# زينة مينا
زينة مينا واسمها الكامل زينة الجاس بولس نعيمي (ولدت في 1 يناير 1963) هي لاعبة قوى أولمبية لبنانية. مثلت لبنان في دورة الألعاب الأولمبية الصيفية 1984 في لوس أنجلوس، كاليفورنيا. حصلت على درجة الدكتوراه في التربية الرياضية والإدارة في عام 2015، تعمل حالياً مديرة للأكاديمية الرياضية في الجامعة الأنطونية في لبنان.

## المشاركة الأولمبية

### الألعاب الأولمبية الصيفية 1984
كانت زينة المشاركة الوحيدة من النساء في لبنان في تلك البطولة من مجموع 22 مشاركاً في لبنان.

## روابط خارجية
- زينة مينا على موقع الاتحاد الدولي لألعاب القوى (الإنجليزية)
- زينة مينا على موقع أوليمبيديا (الإنجليزية)